# Clásico del fútbol venezolano
El clásico del fútbol venezolano es el partido de fútbol en el que se enfrentan los dos clubes más populares y laureados de Venezuela: Caracas Fútbol Club y Deportivo Táchira; además es la rivalidad más importante del fútbol venezolano.
Lo disputan los equipos con más títulos en la historia del fútbol venezolano, Caracas Fútbol Club (12 títulos), que juega de local en el Estadio Olímpico de la UCV de la ciudad de Caracas y el Deportivo Táchira (11 títulos), que juega de local en el Polideportivo de Pueblo Nuevo de la ciudad de San Cristóbal.
El primer encuentro del historial entre ambos se dio en 1984 cuando dirigentes de ambos equipos promovieron el denominado Encuentro de Campeones, un campeonato sin carácter oficial, que mediría al campeón de primera división, que era Deportivo Táchira, contra el campeón de segunda división, el Caracas Yamaha (denominación del conjunto avileño antes de pasar a su actual nombre). La idea era que fuera una serie de ida y vuelta. El primer encuentro se jugó en el Polideportivo de Pueblo Nuevo, donde ganaría el equipo Aurinegro por 4-1. La vuelta no se llegaría a disputar ya que el conjunto capitalino desistió de jugar el encuentro.
En Primera División, el primer encuentro entre ambos equipos data del 14 de julio de 1985. Donde el Deportivo Táchira vence por 1-0 al Caracas en condición de visitante en el Estadio Brígido Iriarte, en lo que sería el primer partido de este enfrentamiento.
Los primeros partidos de esta rivalidad que se jugaban en Caracas, se efectuaban en el Estadio Brígido Iriarte. Tiempo después, se jugó en el Estadio Olímpico de la Universidad Central de Venezuela. El primer clásico fuera de las ciudades de Caracas y San Cristóbal, se efectuó en el Estadio Giuseppe Antonelli de la ciudad de Maracay, el 10 de diciembre de 2000. Este no fue el único partido fuera de las ciudades sedes de ambos clubes. Durante la temporada 2000-01, ambos equipos disputaron dos partidos en el Estadio Agustín Tovar de la ciudad de Barinas. Por su parte, el Deportivo Táchira durante la temporada 2005-06 y en la recta final de la campaña 2006-07 efectuó sus partidos de local en el Estadio Brígido Iriarte por las remodelaciones en el estadio de San Cristóbal, y luego en el Estadio Orlando Medina de la ciudad de San Juan de Colón.
Ambos clubes ocupan los primeros puestos en cuanto a títulos en la historia del fútbol profesional de Venezuela, y solo se han enfrentado cuatro veces fuera del calendario de Primera División.

## Origen

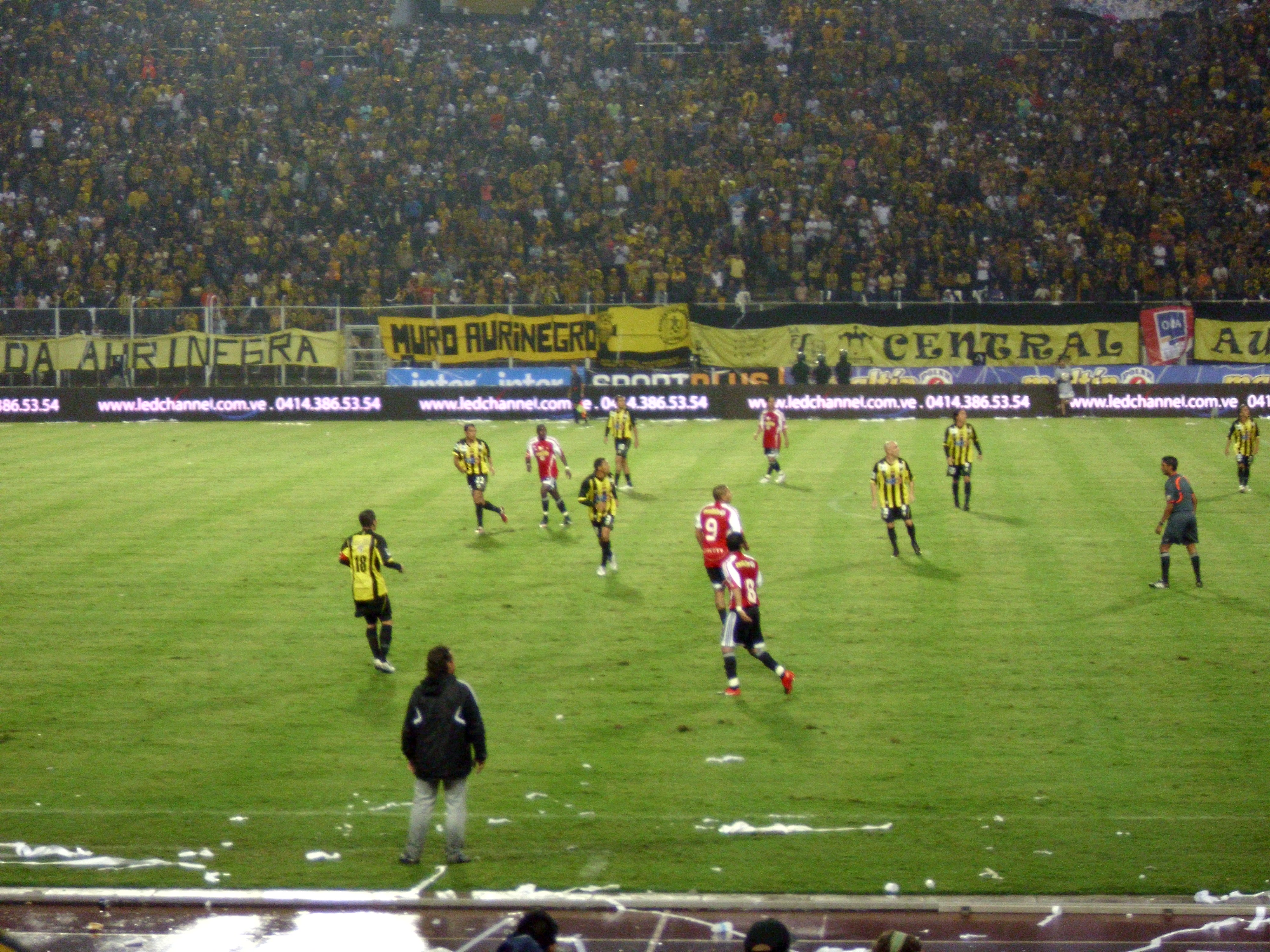
Partido entre Caracas Fútbol Club y Deportivo Táchira disputado el 31 de mayo de 2010 en el Polideportivo de Pueblo Nuevo.

Si bien en la actualidad existe gran rivalidad entra ambas escuadras, el inicio de esta es de reciente data, y se remonta al incidente en la Final de la Copa Venezuela 2000. En la que Caracas F.C. se corona campeón en el Estadio Polideportivo de Pueblo Nuevo en San Cristóbal luego de un empate a 2 goles, lo que originó disturbios que culminaron en el incendio del autobús que transportaba al cuadro avileño. En lo que es el mayor incidente de violencia reportado en la historia del fútbol venezolano.
Curiosamente, a partir de ese incidente el Caracas F.C. comenzó una década llena de títulos a partir del año 2000, si bien habían conseguido cuatro estrellas en los noventa, a partir de la temporada 2000/2001 conseguirían siete campeonatos en esa década, siendo el último el de la 2009/2010. Esa final que ganaron al “Carrusel Aurinegro”, un equipo ya considerado grande e histórico antes de la llegada del siglo XXI, parece el punto de quiebre de una rivalidad que actualmente es calificada como el Duelo Moderno del Fútbol Venezolano.

## Historial de resultados
Para confeccionar esta tabla se toman en cuenta todos los partidos oficiales reconocidos por la Federación Venezolana de Fútbol y la Conmebol. No se toman en cuenta partidos amistosos.

#### Números totales
*Actualizado hasta el último partido jugado el 2 de agosto de 2025